# Kalkkartlav
Kalkkartlav (Rhizocarpon umbilicatum) är en lavart som först beskrevs av Louis François Ramond de Carbonnière, och fick sitt nu gällande namn av Flagey. Kalkkartlav ingår i släktet Rhizocarpon och familjen Rhizocarpaceae.  Arten är reproducerande i Sverige. Inga underarter finns listade i Catalogue of Life.